# کابینه ترزا می
ترزا می پس از استعفای دیوید کامرون در پی رأی مردم این کشور مبنی بر خروج بریتانیا از اتحادیه اروپا جانشین وی شد. او دومین نخست‌وزیر زن بریتانیا پس از مارگارت تاچر است. البته برخلاف تاچر، او بدون پیروزی در انتخابات زمام امور را به دست گرفت.[۶]
| نخست وزیر وزیر خدمات عمرانی لرد اول خزانه داری                                      | ترزا می                     |
| رئیس خزانه لرد دوم خزانه داری وزیر اول دولت                                         | فیلیپ هموند                 |
| وزیر خارجه و امور کشورهای مشترک‌المنافع                                              | بوریس جانسون /جرمی هانت     |
| وزیر کشور                                                                           | ساجد جاوید                  |
| وزیر دادگستری رئیس قوه قضائیه                                                       | دیوید گاوک                  |
| وزیر دفاع                                                                           | گوین ویلیامسون /پنی موردانت |
| وزیر کسب و کار، نوآوری و مهارت رئیس هیئت بازرگانی                                   | جرج هولیمبری                |
| وزیر کار و بازنشستگی                                                                | امبر راد                    |
| وزیر بهداشت                                                                         | جرمی هانت/مت هانکاک         |
| وزیر جوامع و دولت‌های محلی                                                           | گرگوری دیوید کلارک          |
| وزیر آموزش و پرورش                                                                  | دامیان هیندس                |
| وزیر توسعه بین‌الملل                                                                 | پنی موردانت/هریت بالدوین    |
| وزیر انرژی و تحولات اقلیمی (تغییرات آب و هوایی)                                     | امبر راد                    |
| وزیر ترابری                                                                         | جو جانسن                    |
| وزیر امور اسکاتلند                                                                  | نیکولا استورجن              |
| وزیر امور ایرلند شمالی                                                              | پیتر رابینسون               |
| وزیر امور ولز                                                                       | کاروین جنز                  |
| وزیر فرهنگ، رسانه و ورزش                                                            | جرمی رایت                   |
| وزیر محیط زیست، غذا و امور روستایی                                                  | مایکل گوا                   |
| رهبر مجلس عوام لرد رئیس شورا                                                        | جان برکو                    |
| رهبر مجلس اعیان لرد نگهبان مُهر اختصاصی                                              | تینا وندی استووِل            |
| رئیس قلمرو دوک‌نشین لنکستر                                                           | دیوید لیدینگتون             |
| دبیر ارشد خزانه داری                                                                | فیلیپ هموند                 |
| رئیس تازیانه مجلس عوام (مسئول حفظ آرامش فضای حاکم بر مجلس) وزیر پارلمانی خزانه داری | مارک جیمز هارپر             |
| وزیر دفتر هیئت دولت پرداخت‌کننده کل (مسئول حسابرسی امور مالی ملکه)                   | متی جان دیوید هنکاک         |
| دادستان کل انگلستان و ولز                                                           | جفری کاکس                   |
| وزیر مشاور دولت در امور استخدام                                                     | پریتی پاتل                  |
| وزیر مشاور دولت در امور خارجه و کشورهای                                             | جرمی هانت                   |
| وزیر فاقد مقام                                                                      |                             |
| وزیر مشاور دولت در امور کسب و کارهای کوچک، صنعت و سرمایه‌گذاری                       | مارگوت جیمز                 |

این دولت توسط ترزا می در ۲۴ مه ۲۰۱۹ استعفا کرد